# Nemoria karlae
Nemoria karlae là một loài bướm đêm trong họ Geometridae.